# Sierra de la Culebra
Die Sierra de la Culebra oder Serra da Coroa ist ein maximal 1241 m hoher und knapp 660 km² umfassender Gebirgszug in der Provinz Zamora in der Region Kastilien-León im Nordwesten Spaniens und im Nordosten Portugals.

## Geografie

### Gebirge
Der ca. 95 km lange und in Südost-Nordwest-Richtung verlaufende Gebirgszug der Sierra de la Culebra bildet das Grenzgebiet zwischen der Provinz Zamora und dem Distrikt Bragança in der Region Trás-os-Montes in Portugal. Es ist ein Teil des urzeitlichen Variszischen Gebirges (heute des Kantabrischen Gebirges). Die höchsten Gipfel (Peña Mira und Miño Cuevo) liegen im Südosten des Gebirges und erreichen Höhen von über 1200 m. Nach Westen schließt sich die etwas niedrigere Sierra de Marabón an.

### Flüsse
In der Sierra de la Culebra entspringen mehrere kleinere Flüsse, darunter auf spanischer Seite der Río Tera und sein Nebenfluss, der Río Castro. Auf portugiesischer Seite sind zu nennen der Rio Tuella, der Rio Sabor oder der Rio Maçãs. Das Wasser aller genannten Flüsse landet letztlich über Nebenflüsse im Duero/Douro und somit im Atlantik.

## Orte und Verkehrswege

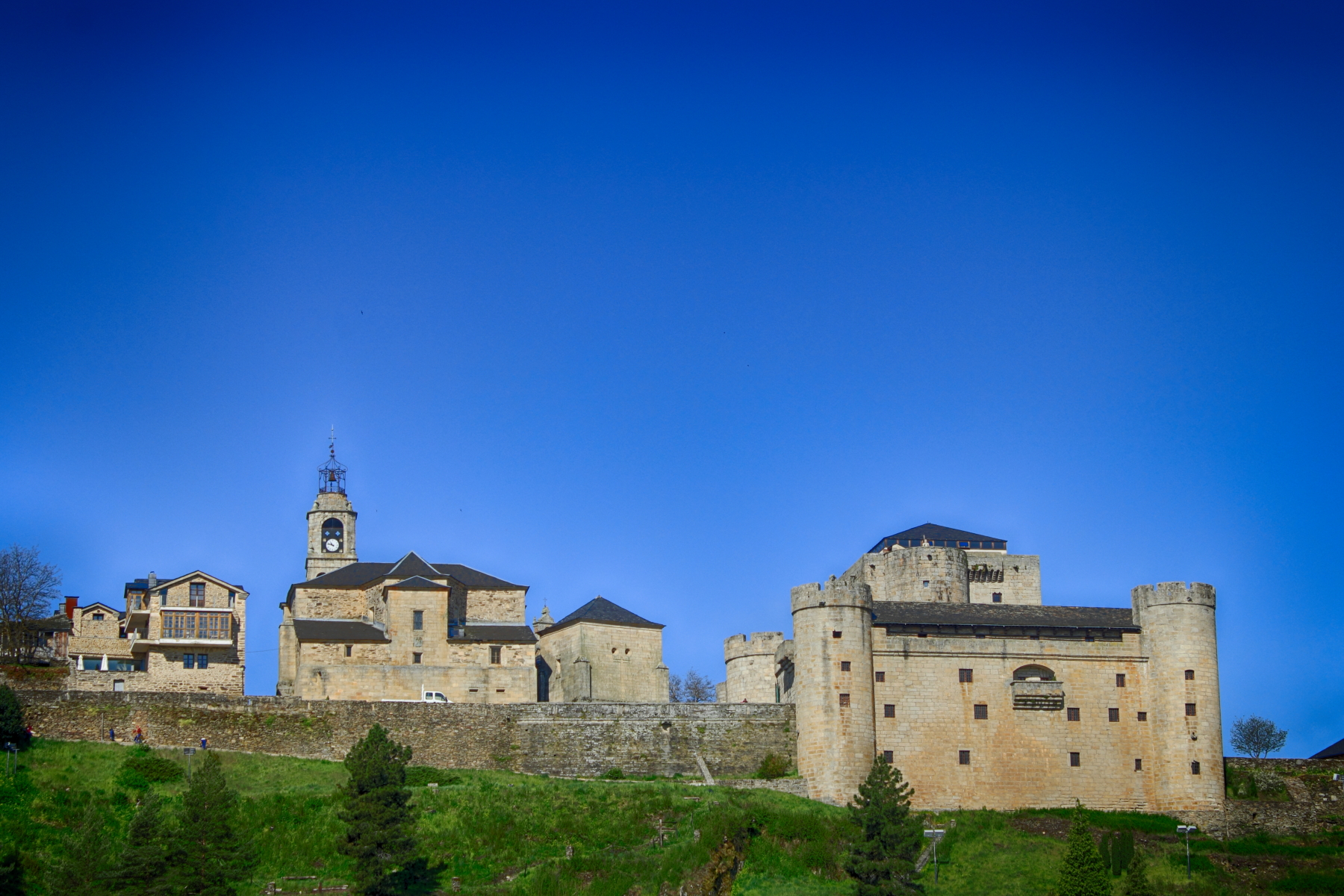
Puebla de Sanabria – Ortsansicht mit Castillo de Benavente

Die wichtigsten Orte – mit Ausnahme von Ferreras de Arriba – liegen am Rand der nur dünn besiedelten Gebirgsregion; in deren Zentrum befinden sich nur untergeordnete Weiler (pedanías). Auf spanischer Seite hervorzuheben sind das als Conjunto histórico-artístico anerkannte Puebla de Sanabria sowie Manzanal de Arríba und Pedralba de la Pradería; auf portugiesischer Seite sind eigentlich nur der kleine Grenzort Rio de Onor und der gut 200 Einwohner zählende Ort França zu nennen. Durch die Täler des Río Tera und des Río Castro verlaufen sowohl die Autovía A-52, die die Städte Benavente, O Porriño und Vigo miteinander verbindet, als auch die Eisenbahnstrecke Madrid – Zamora – A Coruña mit einem Halt in Puebla de Sanabria.

## Natur
In den ausgedehnten und nur dünn besiedelten Heidelandschaften und Nadelwäldern der Sierra de la Culebra leben Wildschweine, Rehe sowie mehrere Rudel des Iberischen Wolfes, der jahrhundertelang verfolgt und in steinernen Pferchen (corrales, cortellos oder curros) gefangen wurde.
Auf portugiesischer Seite gehört ein Teilstück des Naturparks Montesinho zur Serra da Coroa.